# راوية روابحية
راوية روابحية (ولدت 25 يونيو 1978)، لاعبة كرة طائرة جزائرية. شاركت في الألعاب الأولمبية ببكين 2008 مع المنتخب الجزائري للسيدات.

## معلومات الاندية
النادي الحالي :فينيل (فرنسا)

## روابط خارجية
- راوية روابحية على موقع عالم الكرة الطائرة (الإنجليزية)
- راوية روابحية على موقع اللجنة الأولمبية الدولية (الإنجليزية)
- راوية روابحية على موقع أوليمبيديا (الإنجليزية)